# Zamek w Smolanach
Zamek w Smolanach – określony także jako Zamek Biały Kowel – ruiny zamku rodu Sanguszków z linii kowelskiej. Położone są na północno-zachodnich obrzeżach wsi Smolany (powiat orszański, obwód witebski) na prawym brzegu rzeki Dernówki.

## Historia
Dobra smolańskie z nadania króla Zygmunta I Starego od 1522 roku należały do hetmana Konstantego Ostrogskiego. Następnie król Zygmunt II August przekazał dobra Smolany Andriejowi Kurbskiemu za zasługi w walkach przeciwko Moskwie. W 2 połowie XVI wieku Kurbscy zamienili się na majątki z Sanguszkami z Kowla na Wołyniu. Murowany zamek w Smolanach powstał około 1626 roku, a inicjatorem jego budowy był książę Samuel Szymon Sanguszko, wojewoda witebski. Na pamiątkę poprzednich dóbr Sanguszków zamek nazywano Białym Kowlem lub Małym Kowlem. W czasie wojny między Rzecząpospolitą Obojga Narodów a Carstwem Moskiewskim (1654-1667) zamek został uszkodzony, jednak zniszczenia po wojnie usunięto.
Zamek poważnemu zniszczeniu uległ w 1708 roku podczas Wielkiej Wojny Północnej. Ówczesny właściciel zamku, Paweł Karol Sanguszko, był stronnikiem Szwedów przeciwko królowi Augustowi II Mocnemu, którego popierali Rosjanie. Zamku bronił szwedzki generał Kanifer na czele około 200 żołnierzy, jednak w wyniku szturmu fortyfikacje zamku zostały zajęte przez wojska rosyjskie, a generał Kanifer dostał się do niewoli. Wycofując się, wojska cara Piotra I częściowo wysadziły zamek, aby nie oddać go idącej na odsiecz armii szwedzkiej. Po tych wydarzeniach Sanguszkowie nie wrócili do zniszczonych Smolan, a zamek zaczął popadać w ruinę. Z inwentarzy z 1739 i 1742 roku wynika, że wokół zamku istniała fosa z wodą, a w pomieszczeniach stały białe piece z herbem Pogoń. Sanguszkowie posiadali zamek do 2. połowy XVIII wieku.
Po powstaniu listopadowym ruiny zamku zostały skonfiskowane właścicielom przez Rosjan i otrzymał go rosyjski asesor kolegialny Wasilij Siemionow, który następnie sprzedał zamek Żydom „na cegłę”. W konsekwencji budowla została w większości rozebrana.

## Architektura
Zamek zbudowano na planie prostokąta na niewielkim wzniesieniu, wznoszącym się 40–60 cm ponad otaczające go bagna. W narożach zbudowano trójkondygnacyjne baszty oraz dodatkową pięciokondygnacyjną basztę przy bramie wjazdowej. Wewnątrz obwodu wznosił się trzykondygnacyjny pałac Sanguszków. Mury zamku wykonane były z dużych cegieł i niewielkich kamieni. Grubość murów wynosiła od 120 do 170 cm, wymiary cegieł to 8×13×29 cm.
Wnętrza pomieszczeń posiadały sklepienia. Zachowały się detale dekoracji zewnętrznej – sztukateryjny kartusz i obramienia otworów okiennych, które mają cechy renesansowe. Zachowały się także fragmenty wnętrza – ślady krętych schodów biegnących wzdłuż wewnętrznego obwodu wieży, duża liczba różnej wielkości nisz na wewnętrznej powierzchni tej samej wieży, łukowe przejście z budynku głównego do wieży, detale kominków. Na początku XVII wieku. ściany pomieszczeń zdobiły freski.
Do dzisiaj zachowały się ruiny najwyższej wieży przybramnej.

## Galeria

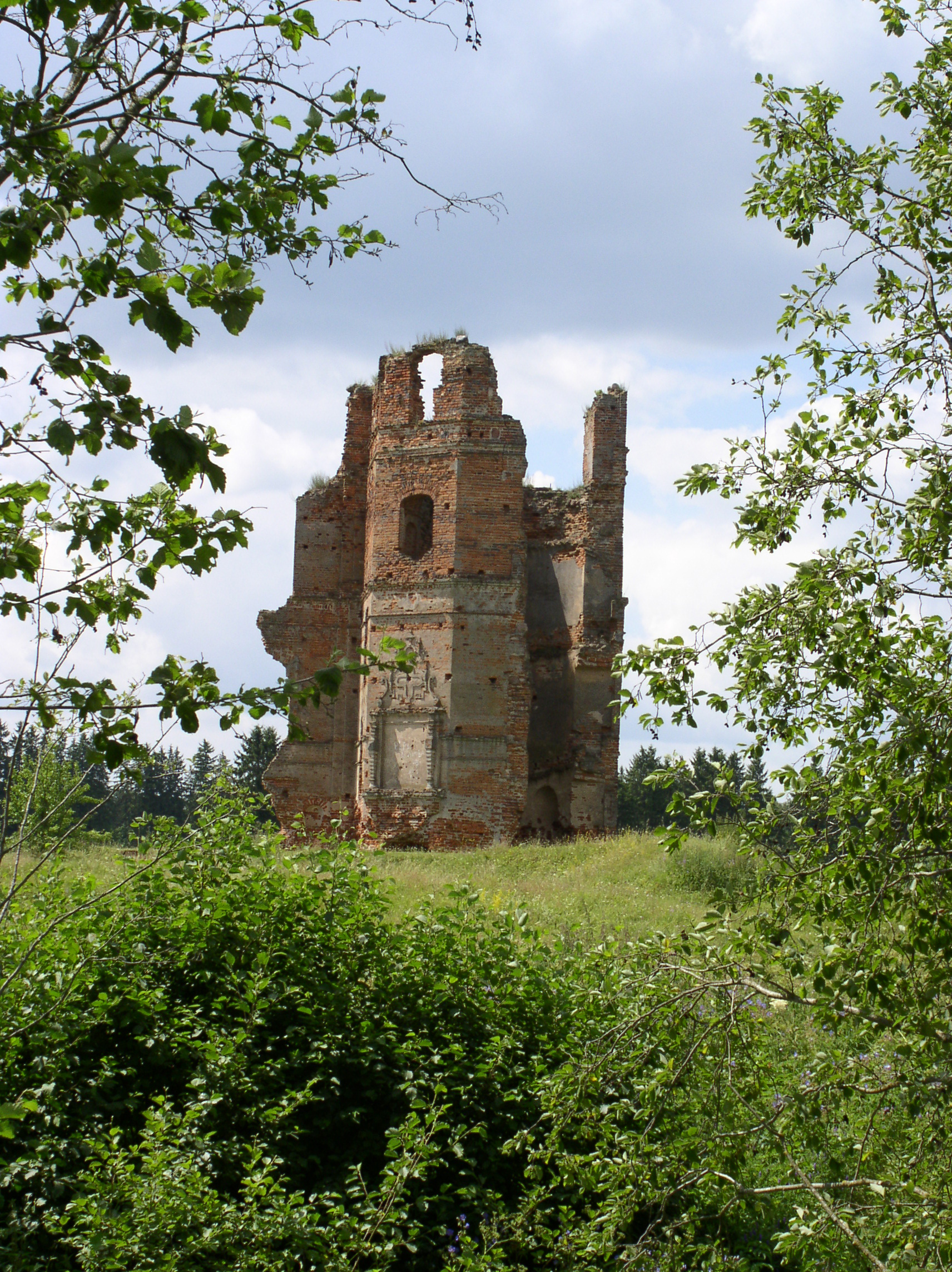
Ruiny zamku – wieża przybramna
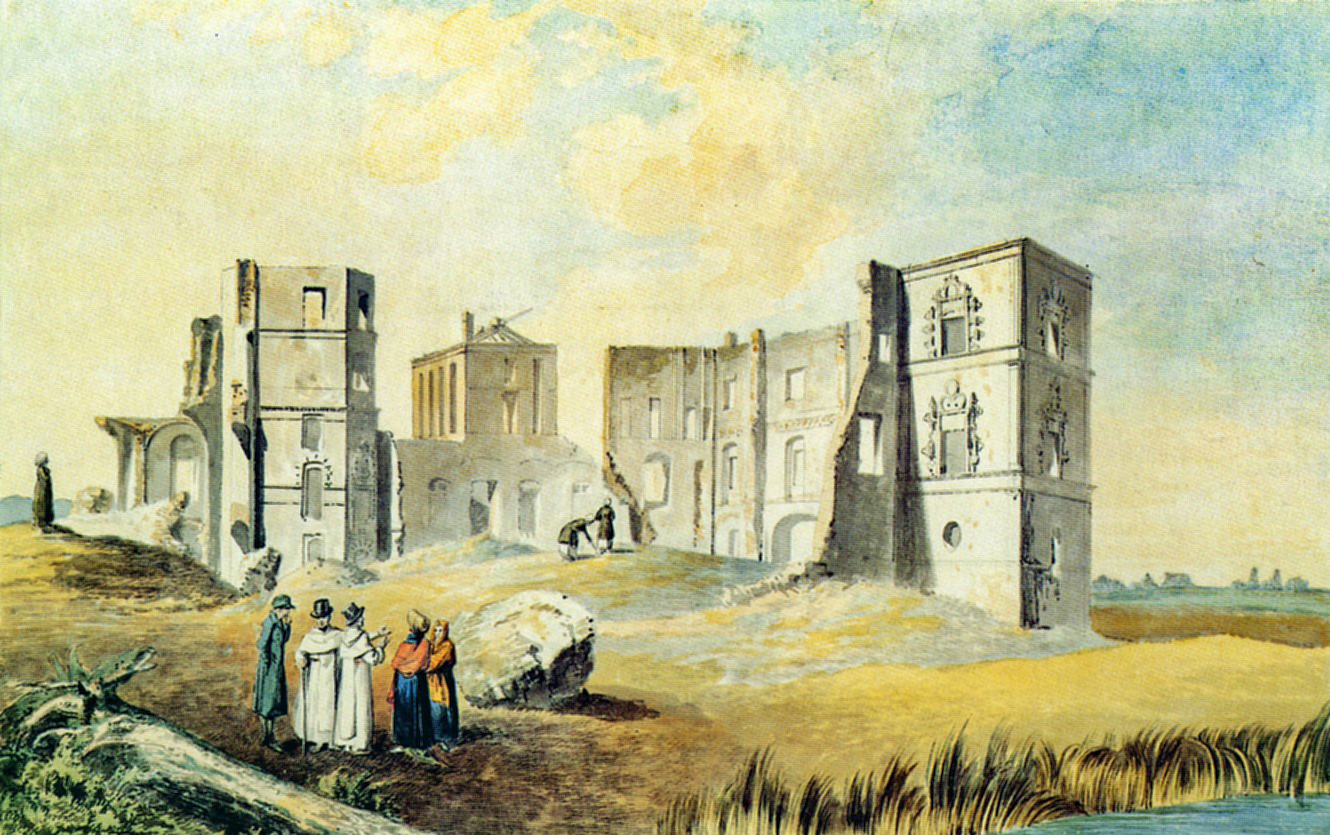
Zamek, rys. Józef Peszka, około 1800 roku
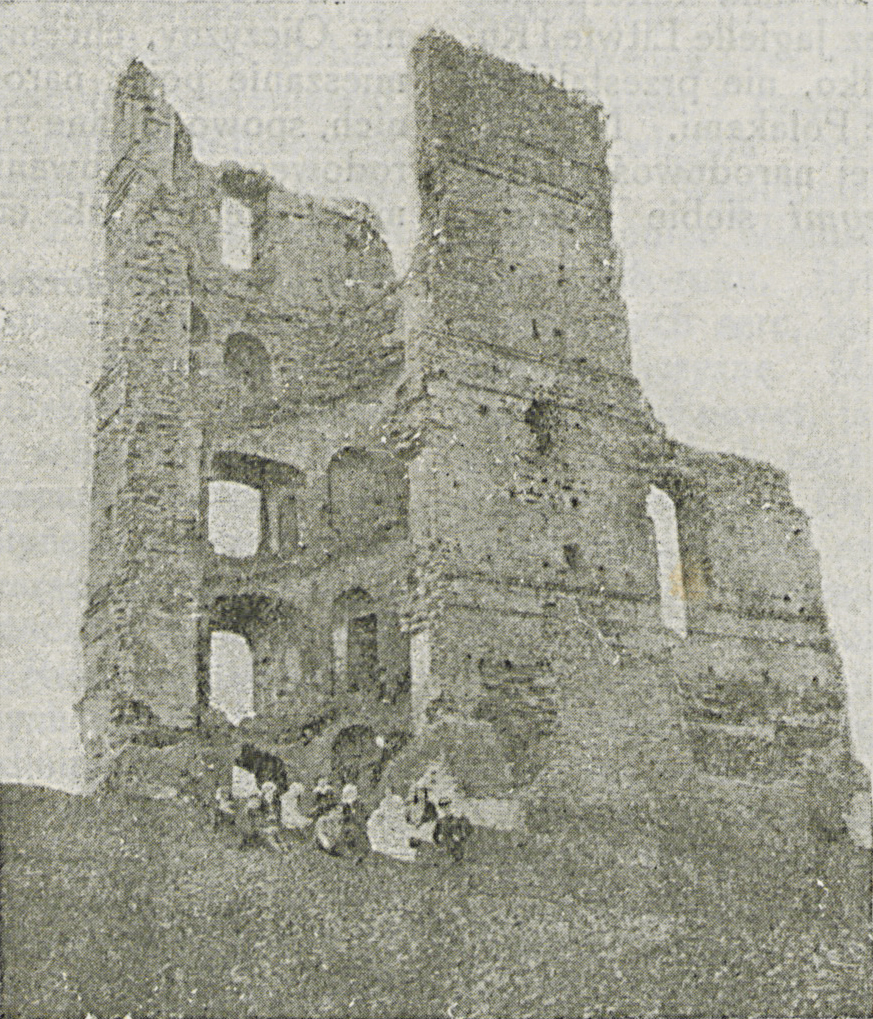
Wieża przybramna zamku w 1917 roku
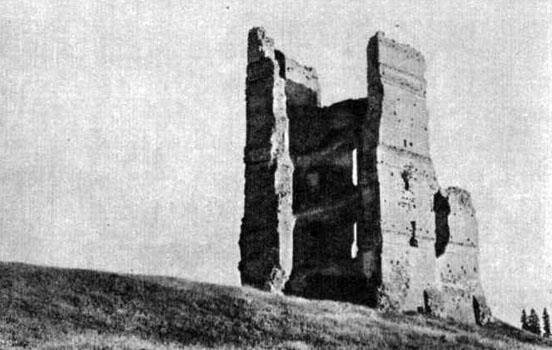
Wieża przybramna zamku w 1 poł. XX wieku
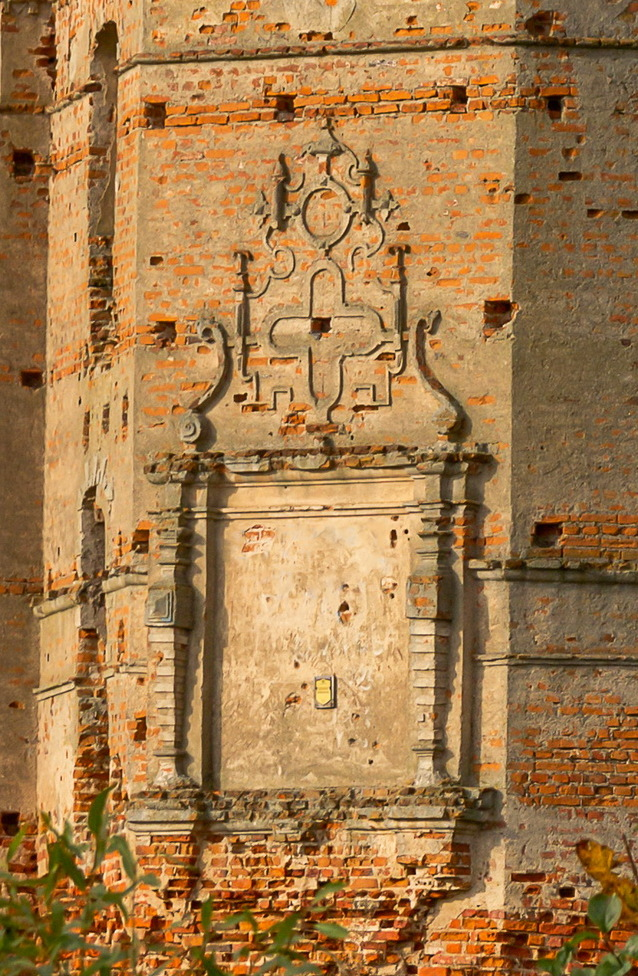
Fragment dekoracji wieży
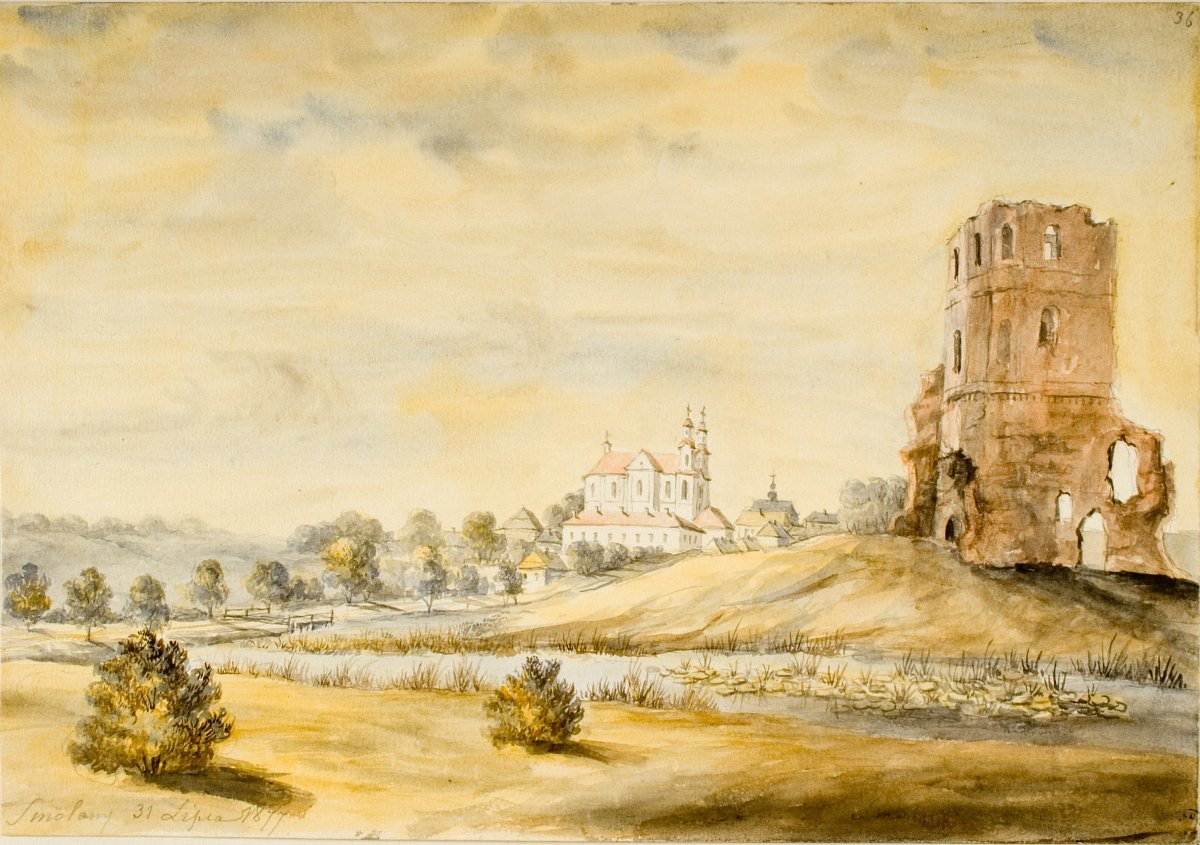
Zamek w Smolanach, rys. N.Orda w 1877 roku